# Isère
Isère là một tỉnh của Pháp, thuộc vùng hành chính Auvergne-Rhône-Alpes, tỉnh lỵ Grenoble, bao gồm 3 quận với các quận lỵ còn lại là: La Tour-du-Pin, Vienne.